# Liste der Monuments historiques in La Veuve
Die Liste der Monuments historiques in La Veuve führt die Monuments historiques in der französischen Gemeinde La Veuve auf.

## Liste der Objekte
| Bezeichnung                   | Beschreibung                                                              | Standort                           | Kennzeichnung | Schutzstatus | Datum | Bild |
| ----------------------------- | ------------------------------------------------------------------------- | ---------------------------------- | ------------- | ------------ | ----- | ---- |
| Hauptaltar                    | Altartisch, Tabernakel und Retabel; Holz, farbig gefasst, 18. Jahrhundert | in der Kirche Ste-Madeleine (Lage) | PM51001159    | Classé       | 1966  |      |
| Skulptur Christus in der Rast | Stein, 15. Jahrhundert                                                    | in der Kirche Ste-Madeleine (Lage) | PM51001158    | Classé       | 1966  |      |